# Gossip (пісня Ванесси Аморозі)
«Gossip» — перший сингл п'ятого студійного альбому австралійської співачки Ванесси Аморозі — «V». В Австралії пісня вийшла 1 липня 2011.

## Список пісень
Цифрове завантаження
1. "Gossip" – 3:02[1]

CD (Cat.No. 2778619)
1. "Gossip" – 3:02
2. "Gossip" (Macho Psycho Alternate Radio Mix) – 3:59
3. "Gossip" (Buzz Junkies Remix) – 3:17
4. "Gossip" (Buzz Junkies Club Mix) – 5:08

## Музичне відео
Режисером відеокліпу був Стюард Гослінг. Зйомки проходили в особняку Лабасса, Мельбурн, Вікторія, Австралія.

## Чарти
| Чарт (2011)              | Місце |
| ------------------------ | ----- |
| Australian Singles Chart | 28    |